# Clemens A. Wurm
Clemens August Wurm (* 7. September 1942 in Schönau, Kreis Olpe) ist ein deutscher Historiker und Politikwissenschaftler.

## Leben
Dem Besuch der Volksschule in Schönau 1949–1954 und des Städtischen Neusprachlichen Gymnasiums in Olpe 1954–1963 schloss sich von 1963 und 1969 ein Studium der Fächer Geschichte, Französisch, Englisch, Pädagogik und Philosophie an der Universität Münster an, das er mit der Ersten Philologischen Staatsprüfung abschloss. Danach war Wurm Verwalter der Dienstgeschäfte eines Wissenschaftlichen Assistenten am Historischen Seminar der Universität Münster. 1971 wurde er dort zum Dr. phil. promoviert. 1971–1974 war er Habilitationsstipendiat der Stiftung Volkswagenwerk und 1974–1977 Wissenschaftlicher Assistent am Historischen Seminar der Ludwig-Maximilians-Universität München. Von 1977 bis 1984 war er Wissenschaftlicher Assistent an der Ruhr-Universität Bochum im Zentralen Sozialwissenschaftlichen Seminar. Im Wintersemester 1983/84 erfolgte die Habilitation im Fach Politische Wissenschaft an der Fakultät für Sozialwissenschaft der Ruhr-Universität Bochum. Von 1984 bis 1986 war er Professor (auf Zeit) für Außenpolitik westlicher Industrieländer an der Fakultät für Sozialwissenschaft der Ruhr-Universität Bochum und wurde im Oktober 1986 als Professor für Politische Wissenschaft (unter besonderer Berücksichtigung der Geschichte des europäischen Staatensystems und der deutschen Außenpolitik im 19. und 20. Jahrhundert) an die Freie Universität Berlin berufen. Von 1992 bis 2007 lehrte er als Professor für Westeuropäische Geschichte am Institut für Geschichtswissenschaften an der Humboldt-Universität zu Berlin. 1993 war er Visiting Fellow am St Antony’s College in Oxford.
Sein Forschungsschwerpunkt ist die internationale Politik und internationale Beziehungen insbesondere in Westeuropa und den USA.

## Veröffentlichungen (Auswahl)
- Die französische Sicherheitspolitik in der Phase der Umorientierung 1924–1926, Frankfurt am Main 1979, ISBN 978-3-8204-6485-6 (Zugl.: Münster (Westf.), Univ., Diss., 1971).
- Industrielle Interessenpolitik und Staat. Internationale Kartelle in der britischen Außen- und Wirtschaftspolitik während der Zwischenkriegszeit, Berlin 1988, ISBN 978-3-11-011185-9 (Teilw. zugl.: Bochum, Univ., Habil.-Schr., 1984).
- (Hrsg.) Internationale Kartelle und Außenpolitik. Beiträge zur Zwischenkriegszeit, Stuttgart 1989, ISBN 978-3-515-05129-3.
- (Hrsg. zusammen mit Harm G. Schröter) Politik, Wirtschaft und internationale Beziehungen. Studien zu ihrem Verhältnis in der Zeit zwischen den Weltkriegen, Mainz 1991, ISBN 3-8053-1255-5.
- (Hrsg.) Wege nach Europa. Wirtschaft und Außenpolitik Großbritanniens im 20. Jahrhundert, Bochum 1992, ISBN 978-3-8196-0067-8.
- Business, Politics and International Relations. Steel, Cotton and International Cartels in British  Politics 1924–1939, Cambridge 1993, ISBN 0-521-40520-3.
- (Hrsg.) Western Europe and Germany. The beginnings of European integration 1945–1960, Oxford 1995, ISBN 1-85973-182-1.
- (Hrsg. mit Ursula Lehmkuhl und Hubert Zimmermann) Deutschland, Großbritannien, Amerika. Politik, Gesellschaft und Internationale Geschichte im 20. Jahrhundert. Festschrift für Gustav Schmidt zum 65. Geburtstag (= USA-Studien, Band 13), Stuttgart 2003.